# 학교정화구역안에서 납골시설의 설치·운영 금지 사건
학교정화구역안에서 납골시설의 설치,운영 금지 사건은 대한민국의 유명 헌법재판소 판례이다.

## 사실관계
천주교 서울재단에서 학교구역내에 납골시설을 설치하려고 하였으나 학교보건법에 의해 금지되어 신고를 반려하는 처분을 받자 서울행정법원에 처분의 취소를 구하는 행정소송을 제기하였다. 이 사건을 심리하던 서울행정법원은 학교환경위생정화구역 안에 모든 유형의 '납골시설'의 설치를 일률적,전면적으로 금지하면서 예외적으로 허용될 수 있는 가능성도 전혀 인정하지 않은 채 절대적으로 금지하는 것은 종교의 자유를 침해하는 것이라며 위헌심판을 제청하였다.

## 결론
합헌이다.

## 이유
이 사건 법률조항도 학교의 보건, 위생 및 학습환경을 보호하기 위한 것이므로, 학교교육제도에 관한 입법형성권에 기한 것으로서 입법권자에게 광범위한 입법형성권이 부여된 영역이라고 할 수 있다.
종교 의식 내지 종교적 행위와 밀접한 관련이 있는 시설의 설치와 운영은 종교의 자유를 보장하기 위한 전제에 해당되므로 종교적 행위의 자유에 포함된다. 행복추구권과 직업의 자유를 제한할 수 있다.
학교 부근의 납골시설이 현실적으로 학생들의 정서교육에 해로운 영향을 끼칠 가능성이 있다고 판단하고 학생들에 대한 정서교육의 환경을 보호하기 위하여 학교부근의 납골시설을 규제하기로 결정한 것이다므로 적절하며 입법형성권의 한계를 벗어났다고 보기 어렵다.

## 참고 문헌
- 헌법재판소 판례 2009.7.30. 2008헌가2 [합헌]
- 법률신문-학교보건법 제6조 제1항 제3호 (납골시설) 금지 위헌제청사건[깨진 링크(과거 내용 찾기)]